# Ozero Torkli
Ozero Torkli (ryska: Озеро Торкли) är en sjö i Belarus.   Den ligger i voblasten Vitsebsks voblast, i den norra delen av landet, 200 km norr om huvudstaden Minsk. Ozero Torkli ligger 131 meter över havet.
I omgivningarna runt Ozero Torkli växer i huvudsak blandskog. Runt Ozero Torkli är det ganska tätbefolkat, med 72 invånare per kvadratkilometer.